# Coupe du monde de saut à ski 2023-2024
Navigation
Édition précédente Édition suivante
La coupe du monde de saut à ski 2023-2024 est la 45e édition de la coupe du monde de saut à ski pour les messieurs et la 13e pour les dames, compétition de saut à ski organisée annuellement.
Durant la saison sont également programmés aux mois de janvier les Championnats du monde de vol à ski qui se déroulent du 26 au 27 janvier 2024 à Bad Mitterndorf.
Chez les messieurs, la septième édition du Raw Air en Norvège aura lieu du 8 mars au 17 mars et la sixième édition  du Planica7 à Planica du 21 mars au 24 mars. Pour la première fois en coupe du monde le PolSKI Tour fait son apparition du 13 janvier au 21 janvier

Chez les dames compte pour la cinquième fois le Raw Air dans la même période que leur homologues masculins. 
Les tenants du titre sont le Norvégien Halvor Egner Granerud chez les messieurs et l'Autrichienne Eva Pinkelnig chez les dames.
En raison de l'Invasion de l'Ukraine par la Russie en 2022, les athlètes russes et biélorusses sont de nouveaux interdits de compétition pour toute la saison.

## Programme de la saison

### Raw Air
Compétition créée en 2017, le Raw Air s'étends sur une semaine complète et sur 4 tremplins norvégiens (Oslo, Trondheim, Lillehammer et Vikersund). Le vainqueur est le sauteur qui aura la plus grande somme de points durant 16 sauts. (4 sauts de qualification, 8 sauts durant les quatre épreuves individuelles et 4 sauts durant les deux épreuves par équipes).

### Planica 7
Compétition créée en 2018, le Planica 7 s'étends sur 4 jours (qualification du jeudi, épreuves individuelles du vendredi et dimanche et enfin épreuve par équipe du samedi). Le vainqueur est le sauteur qui aura la plus grande somme de points durant les 7 sauts. (saut de la qualification, 4 sauts durant les épreuves individuelles et 2 sauts durant l'épreuve par équipes).

### Cartes

#### Hommes
Tournée des Quatre tremplins
 Raw Air
 Polish Tour

#### Femmes
Raw Air

## Attribution des points
Les manches de Coupe du monde donnent lieu à l'attribution de points, dont le total détermine le classement général de la Coupe du monde.
Ces points sont attribués selon cette répartition :
| Place  | 1   | 2  | 3  | 4  | 5  | 6  | 7  | 8  | 9  | 10 | 11 | 12 | 13 | 14 | 15 | 16 | 17 | 18 | 19 | 20 | 21 | 22 | 23 | 24 | 25 | 26 | 27 | 28 | 29 | 30 |
| ------ | --- | -- | -- | -- | -- | -- | -- | -- | -- | -- | -- | -- | -- | -- | -- | -- | -- | -- | -- | -- | -- | -- | -- | -- | -- | -- | -- | -- | -- | -- |
| Points | 100 | 80 | 60 | 50 | 45 | 40 | 36 | 32 | 29 | 26 | 24 | 22 | 20 | 18 | 16 | 15 | 14 | 13 | 12 | 11 | 10 | 9  | 8  | 7  | 6  | 5  | 4  | 3  | 2  | 1  |

## Classements

### Hommes
| Rang | Nom                  | Points | Victoire(s) |
| ---- | -------------------- | ------ | ----------- |
|      | Stefan Kraft         | 2149   | 13          |
| 2    | Ryōyū Kobayashi      | 1673   | 2           |
| 3    | Andreas Wellinger    | 1488   | 2           |
| 4    | Jan Hörl             | 1140   | 2           |
| 5    | Peter Prevc          | 1071   | 1           |
| 6    | Michael Hayböck      | 882    |             |
| 7    | Johann André Forfang | 867    | 2           |
| 8    | Marius Lindvik       | 854    |             |
| 9    | Lovro Kos            | 792    | 2           |
| 10   | Pius Paschke         | 778    | 1           |

| Rang | Nom                  | Points | Victoire(s) |
| ---- | -------------------- | ------ | ----------- |
|      | Daniel Huber         | 429    | 2           |
| 2    | Stefan Kraft         | 426    | 2           |
| 3    | Peter Prevc          | 382    | 1           |
| 4    | Timi Zajc            | 296    | 1           |
| 5    | Domen Prevc          | 270    |             |
| 6    | Ryōyū Kobayashi      | 189    |             |
| 7    | Andreas Wellinger    | 174    |             |
| 8    | Johann André Forfang | 172    |             |
| 9    | Aleksander Zniszczoł | 160    |             |
| 10   | Michael Hayboeck     | 157    |             |

| Rang | Nation     | Points |
| ---- | ---------- | ------ |
|      | Autriche   | 8149   |
| 2    | Slovénie   | 5142   |
| 3    | Allemagne  | 5022   |
| 4    | Norvège    | 4360   |
| 5    | Japon      | 3275   |
| 6    | Pologne    | 2158   |
| 7    | Suisse     | 898    |
| 8    | Italie     | 633    |
| 9    | Finlande   | 590    |
| 10   | États-Unis | 512    |

| Rang | Nom               | Points |
| ---- | ----------------- | ------ |
|      | Ryōyū Kobayashi   | 1145.2 |
| 2    | Andreas Wellinger | 1120.7 |
| 3    | Stefan Kraft      | 1112.7 |
| 4    | Jan Hörl          | 1093.5 |
| 5    | Anže Lanišek      | 1089.1 |
| 6    | Michael Hayböck   | 1066.9 |
| 7    | Lovro Kos         | 1043.8 |
| 8    | Clemens Aigner    | 1042.4 |
| 9    | Marius Lindvik    | 1029.4 |
| 10   | Timi Zajc         | 1026.0 |

| Rang | Nom                  | Points |
| ---- | -------------------- | ------ |
| 1    | Daniel Huber         | 1374.6 |
| 2    | Peter Prevc          | 1282.4 |
| 3    | Johann Andre Forfang | 1256.5 |
| 4    | Stefan Kraft         | 1251.7 |
| 5    | Ryoyu Kobayashi      | 1235.1 |
| 6    | Aleksander Zniszczoł | 1231.2 |
| 7    | Daniel Tschofenig    | 1215.5 |
| 8    | Piotr Zyla           | 1214.7 |
| 9    | Pius Paschke         | 1207.8 |
| 10   | Domen Prevc          | 1204.6 |

| Rang | Nom                  | Points |
| ---- | -------------------- | ------ |
| 1    | Stefan Kraft         | 2494.7 |
| 2    | Peter Prevc          | 2369.1 |
| 3    | Daniel Huber         | 2326.7 |
| 4    | Timi Zajc            | 2281.9 |
| 5    | Michael Hayböck      | 2239.8 |
| 6    | Andreas Wellinger    | 2227.3 |
| 7    | Daniel Tschofenig    | 2155.4 |
| 8    | Gregor Deschwanden   | 2123.5 |
| 9    | Aleksander Zniszczoł | 2121.8 |
| 10   | Domen Prevc          | 1986.6 |

### Dames
| Rang | Nom                        | Points |
| ---- | -------------------------- | ------ |
|      | Nika Prevc                 | 1454   |
| 2    | Eva Pinkelnig              | 1305   |
| 3    | Alexandria Loutitt         | 1030   |
| 4    | Yuki Ito                   | 1018   |
| 5    | Jacqueline Seifriedsberger | 935    |
| 6    | Nika Križnar               | 893    |
| 7    | Eirin Maria Kvandal        | 843    |
| 7    | Joséphine Pagnier          | 843    |
| 9    | Sara Takanashi             | 799    |
| 10   | Katharina Schmid           | 751    |

| Rang | Nation    | Points |
| ---- | --------- | ------ |
|      | Autriche  | 3891   |
| 2    | Slovénie  | 3442   |
| 3    | Japon     | 2386   |
| 4    | Norvège   | 2280   |
| 5    | Allemagne | 1967   |
| 6    | Canada    | 1654   |
| 7    | France    | 931    |
| 8    | Finlande  | 815    |
| 9    | Italie    | 364    |
| 10   | Tchéquie  | 193    |

| Rang | Nom                 | Points |
| ---- | ------------------- | ------ |
| 1    | Nika Prevc          | 527.7  |
| 2    | Eva Pinkelnig       | 518.1  |
| 3    | Abigail Strate      | 516.8  |
| 4    | Eirin Maria Kvandal | 516.1  |
| 5    | Marita Kramer       | 483.6  |
| 6    | Ema Klinec          | 480.6  |
| 7    | Jenny Rautionaho    | 477.2  |
| 8    | Joséphine Pagnier   | 477.1  |
| 9    | Alexandria Loutitt  | 475.7  |
| 10   | Yūki Itō            | 473.1  |

| Rang | Nom                        | Points |
| ---- | -------------------------- | ------ |
| 1    | Eirin Maria Kvandal        | 1790.4 |
| 2    | Silje Opseth               | 1638.4 |
| 3    | Eva Pinkelnig              | 1634.9 |
| 4    | Katharina Schmid           | 1599.6 |
| 5    | Nika Prevc                 | 1579.0 |
| 6    | Nika Kriznar               | 1557.1 |
| 7    | Alexandria Loutitt         | 1554.0 |
| 8    | Sara Takanashi             | 1534.8 |
| 9    | Jacqueline Seifriedsberger | 1530.4 |
| 10   | Joséphine Pagnier          | 1472.1 |

## Calendrier

### Messieurs

#### Épreuves individuelles
| Étape                                                                                       | Lieu                                       | Tremplin                                   | Date                                       | Vainqueur                                                                        | Deuxième                                                                         | Troisième                                                                        | Leader du Général |
| 1                                                                                           | Ruka                                       | HS 142                                     | 25 novembre 2023                           | Stefan Kraft                                                                     | Pius Paschke                                                                     | Stephan Leyhe                                                                    | Stefan Kraft      |
| 2                                                                                           | Ruka                                       | HS 142                                     | 26 novembre 2023                           | Stefan Kraft                                                                     | Jan Hörl                                                                         | Andreas Wellinger                                                                | Stefan Kraft      |
| 3                                                                                           | Lillehammer                                | HS 98                                      | 2 décembre 2023                            | Stefan Kraft                                                                     | Andreas Wellinger                                                                | Daniel Tschofenig                                                                | Stefan Kraft      |
| 4                                                                                           | Lillehammer                                | HS 140                                     | 3 décembre 2023                            | Stefan Kraft                                                                     | Andreas Wellinger                                                                | Jan Hörl                                                                         | Stefan Kraft      |
| 5                                                                                           | Klingenthal                                | HS 140                                     | 9 décembre 2023                            | Karl Geiger                                                                      | Stefan Kraft                                                                     | Ryōyū Kobayashi                                                                  | Stefan Kraft      |
| 6                                                                                           | Klingenthal                                | HS 140                                     | 10 décembre 2023                           | Karl Geiger                                                                      | Gregor Deschwanden                                                               | Andreas Wellinger                                                                | Stefan Kraft      |
| 7                                                                                           | Engelberg                                  | HS 140                                     | 16 décembre 2023                           | Pius Paschke                                                                     | Marius Lindvik                                                                   | Stefan Kraft                                                                     | Stefan Kraft      |
| 8                                                                                           | Engelberg                                  | HS 140                                     | 17 décembre 2023                           | Stefan Kraft                                                                     | Jan Hörl                                                                         | Pius Paschke                                                                     | Stefan Kraft      |
| 72e Tournée des 4 tremplins (28 décembre 2023 au 6 janvier 2024)                            |                                            |                                            |                                            |                                                                                  |                                                                                  |                                                                                  |                   |
| 9                                                                                           | Oberstdorf                                 | HS 137                                     | 29 décembre 2023                           | Andreas Wellinger                                                                | Ryōyū Kobayashi                                                                  | Stefan Kraft                                                                     | Stefan Kraft      |
| 10                                                                                          | Garmisch                                   | HS 142                                     | 1er janvier 2024                           | Anže Lanišek                                                                     | Ryōyū Kobayashi                                                                  | Andreas Wellinger                                                                | Stefan Kraft      |
| 11                                                                                          | Innsbruck                                  | HS 128                                     | 3 janvier 2024                             | Jan Hörl                                                                         | Ryōyū Kobayashi                                                                  | Michael Hayböck                                                                  | Stefan Kraft      |
| 12                                                                                          | Bischofshofen                              | HS 142                                     | 6 janvier 2024                             | Stefan Kraft                                                                     | Ryōyū Kobayashi                                                                  | Anže Lanišek                                                                     | Stefan Kraft      |
| Tournée des 4 tremplins - Classement final                                                  | Tournée des 4 tremplins - Classement final | Tournée des 4 tremplins - Classement final | Tournée des 4 tremplins - Classement final | Ryōyū Kobayashi                                                                  | Andreas Wellinger                                                                | Stefan Kraft                                                                     |                   |
| 1re édition du PolSKI Tour (13 janvier 2024 au 21 janvier 2024)                             |                                            |                                            |                                            |                                                                                  |                                                                                  |                                                                                  |                   |
| 13                                                                                          | Wisła                                      | HS 134                                     | 14 janvier 2024                            | Ryōyū Kobayashi                                                                  | Stefan Kraft                                                                     | Andreas Wellinger                                                                | Stefan Kraft      |
| -                                                                                           | Szczyrk                                    | HS 104                                     | 17 janvier 2024                            | Annulé pour cause de vent fort après 40 sauts et reprogrammé à Lahti le 1er mars | Annulé pour cause de vent fort après 40 sauts et reprogrammé à Lahti le 1er mars | Annulé pour cause de vent fort après 40 sauts et reprogrammé à Lahti le 1er mars | Stefan Kraft      |
| 14                                                                                          | Zakopane                                   | HS 140                                     | 21 janvier 2024                            | Stefan Kraft                                                                     | Andreas Wellinger                                                                | Anže Lanišek                                                                     | Stefan Kraft      |
| PolSKI Tour - Classement final                                                              | PolSKI Tour - Classement final             | PolSKI Tour - Classement final             | PolSKI Tour - Classement final             | Autriche                                                                         | Slovénie                                                                         | Allemagne                                                                        |                   |
| Bad Mitterndorf Championnats du monde de vol à ski nordique (26 janvier au 27 janvier 2024) |                                            |                                            |                                            |                                                                                  |                                                                                  |                                                                                  |                   |
| 15                                                                                          | Willingen                                  | HS 147                                     | 3 février 2024                             | Johann André Forfang                                                             | Ryōyū Kobayashi                                                                  | Kristoffer Eriksen Sundal                                                        | Stefan Kraft      |
| 16                                                                                          | Willingen                                  | HS 147                                     | 4 février 2024                             | Andreas Wellinger                                                                | Ryōyū Kobayashi                                                                  | Gregor Deschwanden                                                               | Stefan Kraft      |
| 17                                                                                          | Lake Placid                                | HS 128                                     | 10 février 2024                            | Lovro Kos                                                                        | Ryōyū Kobayashi                                                                  | Marius Lindvik                                                                   | Stefan Kraft      |
| 18                                                                                          | Lake Placid                                | HS 128                                     | 11 février 2024                            | Stefan Kraft                                                                     | Philipp Raimund Lovro Kos                                                        |                                                                                  | Stefan Kraft      |
| 19                                                                                          | Sapporo                                    | HS 137                                     | 17 février 2024                            | Stefan Kraft                                                                     | Ryōyū Kobayashi                                                                  | Andreas Wellinger                                                                | Stefan Kraft      |
| 20                                                                                          | Sapporo                                    | HS 137                                     | 18 février 2024                            | Domen Prevc                                                                      | Ryōyū Kobayashi                                                                  | Kristoffer Eriksen Sundal                                                        | Stefan Kraft      |
| 21                                                                                          | Oberstdorf                                 | HS 235                                     | 24 février 2024                            | Timi Zajc                                                                        | Peter Prevc                                                                      | Stefan Kraft                                                                     | Stefan Kraft      |
| 22                                                                                          | Oberstdorf                                 | HS 235                                     | 25 février 2024                            | Stefan Kraft                                                                     | Peter Prevc                                                                      | Ryōyū Kobayashi                                                                  | Stefan Kraft      |
| 23                                                                                          | Lahti                                      | HS 130                                     | 1er mars 2024                              | Lovro Kos                                                                        | Andreas Wellinger                                                                | Ryōyū Kobayashi                                                                  | Stefan Kraft      |
| 24                                                                                          | Lahti                                      | HS 130                                     | 3 mars 2024                                | Jan Hörl                                                                         | Peter Prevc                                                                      | Aleksander Zniszczoł                                                             | Stefan Kraft      |
| 7e édition du Raw Air (8 mars au 17 mars 2024)                                              |                                            |                                            |                                            |                                                                                  |                                                                                  |                                                                                  |                   |
| 25                                                                                          | Oslo                                       | HS 134                                     | 9 mars 2024                                | Stefan Kraft                                                                     | Kristoffer Eriksen Sundal                                                        | Jan Hörl                                                                         | Stefan Kraft      |
| 26                                                                                          | Oslo                                       | HS 134                                     | 11 mars 2024                               | Johann André Forfang                                                             | Ryōyū Kobayashi                                                                  | Stefan Kraft                                                                     | Stefan Kraft      |
| 27                                                                                          | Trondheim                                  | HS 105                                     | 12 mars 2024                               | Ryōyū Kobayashi                                                                  | Peter Prevc                                                                      | Jan Hörl                                                                         | Stefan Kraft      |
| 28                                                                                          | Trondheim                                  | HS 140                                     | 13 mars 2024                               | Stefan Kraft                                                                     | Daniel Tschofenig                                                                | Jan Hörl                                                                         | Stefan Kraft      |
| 29                                                                                          | Vikersund                                  | HS 240                                     | 17 mars 2024                               | Stefan Kraft                                                                     | Daniel Huber                                                                     | Domen Prevc                                                                      | Stefan Kraft      |
| 30                                                                                          | Vikersund                                  | HS 240                                     | 17 mars 2024                               | Daniel Huber                                                                     | Stefan Kraft                                                                     | Timi Zajc                                                                        | Stefan Kraft      |
| Raw Air - Classement Final                                                                  | Raw Air - Classement Final                 | Raw Air - Classement Final                 | Raw Air - Classement Final                 | Stefan Kraft                                                                     | Peter Prevc                                                                      | Daniel Huber                                                                     |                   |
| 6e édition du Planica7 (21 mars au 24 mars 2024)                                            |                                            |                                            |                                            |                                                                                  |                                                                                  |                                                                                  |                   |
| 31                                                                                          | Planica                                    | HS 240                                     | 22 mars 2024                               | Peter Prevc                                                                      | Daniel Huber                                                                     | Johann André Forfang                                                             | Stefan Kraft      |
| 32                                                                                          | Planica                                    | HS 240                                     | 24 mars 2024                               | Daniel Huber                                                                     | Domen Prevc                                                                      | Aleksander Zniszczoł                                                             | Stefan Kraft      |
| Planica7 - Classement Final                                                                 | Planica7 - Classement Final                | Planica7 - Classement Final                | Planica7 - Classement Final                | Daniel Huber                                                                     | Peter Prevc                                                                      | Johann André Forfang                                                             |                   |

#### Épreuves par équipes
| Étape                                                           | Lieu     | Tremplin | Date            | Vainqueurs                                                                                          | Deuxièmes                                                                 | Troisièmes                                                                             |
| --------------------------------------------------------------- | -------- | -------- | --------------- | --------------------------------------------------------------------------------------------------- | ------------------------------------------------------------------------- | -------------------------------------------------------------------------------------- |
| 1re édition du PolSKI Tour (13 janvier 2024 au 21 janvier 2024) |          |          |                 | |                                                                           |                                                                                        |
| 1                                                               | Zakopane | HS 140   | 20 janvier 2024 | Autriche - Michael Hayböck - Manuel Fettner - Jan Hörl - Stefan Kraft                               | Slovénie - Lovro Kos - Domen Prevc - Peter Prevc - Anže Lanišek           | Allemagne - Pius Paschke - Karl Geiger - Stephan Leyhe - Andreas Wellinger             |
| 2                                                               | Lahti    | HS 130   | 2 mars 2024     | Norvège - Johann André Forfang - Halvor Egner Granerud - Kristoffer Eriksen Sundal - Marius Lindvik | Autriche - Daniel Tschofenig - Stephan Embacher - Jan Hörl - Stefan Kraft | Allemagne - Pius Paschke - Stephan Leyhe - Philipp Raimund - Andreas Wellinger         |
| 6e édition du Planica7 (21 mars au 24 mars 2024)                |          |          |                 | |                                                                           |                                                                                        |
| 3                                                               | Planica  | H240     | 23 mars 2024    | Autriche - Daniel Tschofenig - Michael Hayböck - Stefan Kraft - Daniel Huber                        | Slovénie - Lovro Kos - Domen Prevc - Timi Zajc - Peter Prevc              | Norvège - Robert Johansson - Benjamin Oestvold - Marius Lindvik - Johann André Forfang |

#### Super Team
| Étape                                                           | Lieu        | Tremplin | Date            | Vainqueurs                                | Deuxièmes                                                  | Troisièmes                                      |
| --------------------------------------------------------------- | ----------- | -------- | --------------- | ----------------------------------------- | ---------------------------------------------------------- | ----------------------------------------------- |
| 1re édition du PolSKI Tour (13 janvier 2024 au 21 janvier 2024) |             |          |                 |                                           |                                                            |                                                 |
| 1                                                               | Wisła       | HS 134   | 13 janvier 2024 | Slovénie - Lovro Kos - Anže Lanišek       | Autriche - Manuel Fettner - Jan Hörl                       | Allemagne - Stephan Leyhe - Andreas Wellinger   |
| 2                                                               | Lake Placid | HS 128   | 10 février 2024 | Autriche - Michael Hayböck - Stefan Kraft | Allemagne - Philipp Raimund - Andreas Wellinger            | Norvège - Marius Lindvik - Johann André Forfang |
| 3                                                               | Oberstdorf  | HS 235   | 23 février 2024 | Slovénie - Timi Zajc - Domen Prevc        | Norvège - Kristoffer Eriksen Sundal - Johann André Forfang | Autriche - Michael Hayböck - Stefan Kraft       |

### Dames

#### Épreuves individuelles
| Étape                                                               | Lieu                             | Tremplin                         | Date                             | Vainqueur                                                             | Deuxième                                                              | Troisième                                                             | Leader du Général |
| 1                                                                   | Lillehammer                      | HS 98                            | 2 décembre 2023                  | Yūki Itō                                                              | Joséphine Pagnier                                                     | Alexandria Loutitt                                                    | Yūki Itō          |
| 2                                                                   | Lillehammer                      | HS 140                           | 3 décembre 2023                  | Joséphine Pagnier                                                     | Alexandria Loutitt                                                    | Eirin Maria Kvandal                                                   | Joséphine Pagnier |
| 3                                                                   | Engelberg                        | HS 140                           | 15 décembre 2023                 | Joséphine Pagnier                                                     | Alexandria Loutitt                                                    | Ema Klinec                                                            | Joséphine Pagnier |
| 4                                                                   | Engelberg                        | HS 140                           | 16 décembre 2023                 | Nika Prevc                                                            | Ema Klinec                                                            | Eirin Maria Kvandal                                                   | Joséphine Pagnier |
| 1re édition du 2-Nights-Tour (30 décembre 2023 au 1er janvier 2024) |                                  |                                  |                                  |                                                                       |                                                                       |                                                                       |                   |
| 5                                                                   | Garmisch                         | HS 142                           | 30 décembre 2023                 | Nika Prevc                                                            | Eirin Maria Kvandal                                                   | Abigail Strate                                                        | Joséphine Pagnier |
| 6                                                                   | Oberstdorf                       | HS 137                           | 1er janvier 2024                 | Eva Pinkelnig                                                         | Abigail Strate                                                        | Eirin Maria Kvandal Jacqueline Seifriedsberger                        | Joséphine Pagnier |
| 2-Nights-Tour - Classement Final                                    | 2-Nights-Tour - Classement Final | 2-Nights-Tour - Classement Final | 2-Nights-Tour - Classement Final | Nika Prevc                                                            | Eva Pinkelnig                                                         | Abigail Strate                                                        |                   |
| 7                                                                   | Villach                          | HS 98                            | 3 janvier 2024                   | Nika Prevc                                                            | Eva Pinkelnig                                                         | Abigail Strate                                                        | Nika Prevc        |
| 8                                                                   | Villach                          | HS 98                            | 4 janvier 2024                   | Nika Prevc                                                            | Eva Pinkelnig                                                         | Nika Križnar                                                          | Nika Prevc        |
| 9                                                                   | Sapporo                          | HS 137                           | 13 janvier 2023                  | Eva Pinkelnig                                                         | Jenny Rautionaho                                                      | Eirin Maria Kvandal                                                   | Nika Prevc        |
| 10                                                                  | Sapporo                          | HS 137                           | 14 janvier 2024                  | Yūki Itō                                                              | Katharina Schmid                                                      | Nika Križnar                                                          | Nika Prevc        |
| 11                                                                  | Zao                              | HS 102                           | 19 janvier 2024                  | Nika Prevc                                                            | Yūki Itō                                                              | Alexandria Loutitt                                                    | Nika Prevc        |
| -                                                                   | Zao                              | HS 102                           | 21 janvier 2024                  | Annulé à cause des conditions météorologique et reprogrammé à Planica | Annulé à cause des conditions météorologique et reprogrammé à Planica | Annulé à cause des conditions météorologique et reprogrammé à Planica | Nika Prevc        |
| 12                                                                  | Ljubno                           | HS 94                            | 27 janvier 2024                  | Eva Pinkelnig                                                         | Nika Prevc                                                            | Alexandria Loutitt                                                    | Nika Prevc        |
| 13                                                                  | Ljubno                           | HS 94                            | 28 janvier 2024                  | Nika Prevc                                                            | Eva Pinkelnig                                                         | Nika Križnar                                                          | Nika Prevc        |
| 14                                                                  | Willingen                        | HS 147                           | 3 février 2024                   | Jacqueline Seifriedsberger                                            | Sara Takanashi                                                        | Katharina Schmid                                                      | Nika Prevc        |
| 15                                                                  | Willingen                        | HS 147                           | 4 février 2024                   | Silje Opseth                                                          | Nika Prevc                                                            | Yūki Itō                                                              | Nika Prevc        |
| -                                                                   | Râșnov                           | HS 97                            | 17 février 2024                  | Annulé à cause des conditions défavorables                            | Annulé à cause des conditions défavorables                            | Annulé à cause des conditions défavorables                            | Nika Prevc        |
| -                                                                   | Râșnov                           | HS 97                            | 18 février 2024                  | Annulé à cause des conditions défavorables                            | Annulé à cause des conditions défavorables                            | Annulé à cause des conditions défavorables                            | Nika Prevc        |
| 16                                                                  | Hinzenbach                       | HS 90                            | 24 février 2024                  | Eva Pinkelnig                                                         | Jacqueline Seifriedsberger                                            | Katharina Schmid                                                      | Nika Prevc        |
| 17                                                                  | Hinzenbach                       | HS 90                            | 25 février 2024                  | Eva Pinkelnig                                                         | Nika Prevc                                                            | Jacqueline Seifriedsberger                                            | Nika Prevc        |
| 18                                                                  | Lahti                            | HS 130                           | 1er mars 2024                    | Nika Križnar                                                          | Jacqueline Seifriedsberger                                            | Eva Pinkelnig                                                         | Nika Prevc        |
| 5e édition du Raw Air (8 mars au 17 mars 2024)                      |                                  |                                  |                                  |                                                                       |                                                                       |                                                                       |                   |
| 19                                                                  | Oslo                             | HS 134                           | 9 mars 2024                      | Silje Opseth                                                          | Katharina Schmid                                                      | Eirin Maria Kvandal                                                   | Nika Prevc        |
| 20                                                                  | Oslo                             | HS 134                           | 10 mars 2024                     | Eirin Maria Kvandal                                                   | Nika Prevc                                                            | Eva Pinkelnig                                                         | Nika Prevc        |
| 21                                                                  | Trondheim                        | HS 105                           | 12 mars 2024                     | Eirin Maria Kvandal                                                   | Eva Pinkelnig                                                         | Nika Križnar                                                          | Nika Prevc        |
| 22                                                                  | Trondheim                        | HS 140                           | 14 mars 2024                     | Nika Prevc                                                            | Eirin Maria Kvandal                                                   | Eva Pinkelnig                                                         | Nika Prevc        |
| -                                                                   | Vikersund                        | HS 240                           | 16 mars 2024                     | Annulé à cause des conditions défavorables                            | Annulé à cause des conditions défavorables                            | Annulé à cause des conditions défavorables                            | Nika Prevc        |
| 23                                                                  | Vikersund                        | HS 240                           | 17 mars 2024                     | Eirin Maria Kvandal                                                   | Silje Opseth                                                          | Ema Klinec                                                            | Nika Prevc        |
| Raw Air - Classement Final                                          | Raw Air - Classement Final       | Raw Air - Classement Final       | Raw Air - Classement Final       | Eirin Maria Kvandal                                                   | Silje Opseth                                                          | Eva Pinkelnig                                                         |                   |
| 24                                                                  | Planica                          | HS 102                           | 21 mars 2024                     | Eva Pinkelnig                                                         | Alexandria Loutitt                                                    | Nika Prevc                                                            | Nika Prevc        |

#### Super Team
| Étape | Lieu | Tremplin | Date            | Vainqueurs                           | Deuxièmes                                    | Troisièmes                                            |
| ----- | ---- | -------- | --------------- | ------------------------------------ | -------------------------------------------- | ----------------------------------------------------- |
| 1     | Zao  | HS 102   | 20 janvier 2024 | Slovénie - Nika Križnar - Nika Prevc | Canada - Abigail Strate - Alexandria Loutitt | Autriche - Jacqueline Seifriedsberger - Eva Pinkelnig |

### Résultats officiels
1. ↑  (en) « Ruka (FIN) : Men's Large Hill HS142 », sur fis-ski.com, 25 novembre 2023 (consulté le 25 novembre 2023).
2. ↑  (en) « Ruka (FIN) : Men's Large Hill HS142 », sur fis-ski.com, 26 novembre 2023 (consulté le 26 novembre 2023).
3. ↑  (en) « Lillehammer (NOR) : Men's Normal Hill HS98 », sur fis-ski.com, 2 décembre 2023 (consulté le 2 décembre 2023).
4. ↑  (en) « Lillehammer (NOR) : Men's Large Hill HS140 », sur fis-ski.com, 3 décembre 2023 (consulté le 3 décembre 2023).
5. ↑  (en) « Klingenthal (GER) : Men's Large Hill HS140 », sur fis-ski.com, 9 décembre 2023 (consulté le 11 décembre 2023).
6. ↑  (en) « Klingenthal (GER) : Men's Large Hill HS140 », sur fis-ski.com, 10 décembre 2023 (consulté le 11 décembre 2023).
7. ↑  (en) « Engelberg (SUI) : Men's Large Hill HS140 », sur fis-ski.com, 16 décembre 2023 (consulté le 18 décembre 2023).
8. ↑  (en) « Engelberg (SUI) : Men's Large Hill HS140 », sur fis-ski.com, 17 décembre 2023 (consulté le 18 décembre 2023).
9. ↑  (en) « Oberstdorf (GER) : Men's Large Hill HS137 », sur fis-ski.com, 29 décembre 2023 (consulté le 30 décembre 2023).
10. ↑  (en) « Garmisch-Partenkirchen (GER) : Men's Large Hill HS142 », sur fis-ski.com, 1er janvier 2024 (consulté le 1er janvier 2024).
11. ↑  (en) « Innsbruck (AUT) : Men's Large Hill HS128 », sur fis-ski.com, 3 janvier 2024 (consulté le 5 janvier 2024).
12. ↑  (en) « Bischofshofen (AUT) : Men's Large Hill HS142 », sur fis-ski.com, 6 janvier 2024 (consulté le 6 janvier 2024).
13. ↑  (en) « FIS Four Hills Tournament (FIS) : Men's Overall Standings », sur fis-ski.com, 6 janvier 2024 (consulté le 6 janvier 2024).
14. ↑  (en) « Wisla (POL) : Men's Large Hill HS134 », sur fis-ski.com, 14 janvier 2024 (consulté le 15 janvier 2024).
15. ↑  (en) « Zakopane (POL) : Men's Large Hill HS140 », sur fis-ski.com, 21 janvier 2024 (consulté le 21 janvier 2024).
16. ↑  (en) « PolSKI Tour : Final Standings », sur fis-ski.com, 21 janvier 2024 (consulté le 21 janvier 2024).
17. ↑  (en) « Willingen (GER) : Men's Large Hill HS145 », sur fis-ski.com, 3 février 2024 (consulté le 4 février 2024).
18. ↑  (en) « Willingen (GER) : Men's Large Hill HS145 », sur fis-ski.com, 4 février 2024 (consulté le 4 février 2024).
19. ↑  (en) « Lake Placid (USA) : Men's Large Hill HS128 », sur fis-ski.com, 10 février 2024 (consulté le 11 février 2024).
20. ↑  (en) « Lake Placid (USA) : Men's Large Hill HS128 », sur fis-ski.com, 11 février 2024 (consulté le 11 février 2024).
21. ↑  (en) « Sapporo (JPN) : Men's Large Hill HS137 », sur fis-ski.com, 17 février 2024 (consulté le 18 février 2024).
22. ↑  (en) « Sapporo (JPN) : Men's Large Hill HS137 », sur fis-ski.com, 18 février 2024 (consulté le 18 février 2024).
23. ↑  (en) « Oberstdorf (GER) : Men's Flying Hill HS235 », sur fis-ski.com, 24 février 2024 (consulté le 25 février 2024).
24. ↑  (en) « Oberstdorf (GER) : Men's Flying Hill HS235 », sur fis-ski.com, 25 février 2024 (consulté le 25 février 2024).
25. ↑  (en) « Lahti (FIN) : Men's Large Hill HS130 », sur fis-ski.com, 1er mars 2024 (consulté le 2 mars 2023).
26. ↑  (en) « Lahti (FIN) : Men's Large Hill HS130 », sur fis-ski.com, 3 mars 2024 (consulté le 3 mars 2023).
27. ↑  (en) « Oslo (NOR) : Men's Large Hill HS134 », sur fis-ski.com, 9 mars 2024 (consulté le 10 mars 2023).
28. ↑  (en) « Oslo (NOR) : Men's Large Hill HS134 », sur fis-ski.com, 10 mars 2024 (consulté le 10 mars 2023).
29. ↑  (en) « Trondheim (NOR) : Men's Normal Hill HS105 », sur fis-ski.com, 12 mars 2024 (consulté le 17 mars 2024).
30. ↑  (en) « Trondheim (NOR) : Men's Large Hill HS138 », sur fis-ski.com, 13 mars 2024 (consulté le 17 mars 2024).
31. ↑  (en) « Vikersund (NOR) : Men's Flying Hill HS240 », sur fis-ski.com, 17 mars 2024 (consulté le 17 mars 2024).
32. ↑  (en) « Vikersund (NOR) : Men's Flying Hill HS240 », sur fis-ski.com, 17 mars 2024 (consulté le 17 mars 2024).
33. ↑  (en) « FIS Raw Air Tournament (FIS) : Men's Overall Standings », sur fis-ski.com, 17 mars 2024 (consulté le 24 mars 2024).
34. ↑  (en) « Planica (SLO) : Men's Flying Hill HS240 », sur fis-ski.com, 22 mars 2024 (consulté le 24 mars 2024).
35. ↑  (en) « Planica (SLO) : Men's Flying Hill HS240 », sur fis-ski.com, 24 mars 2024 (consulté le 24 mars 2024).
36. ↑  (en) « FIS Planica7 Tournament (FIS) : Men's Overall Standings », sur fis-ski.com, 24 mars 2024 (consulté le 24 mars 2024).
37. ↑  (en) « Zakopane (POL) : Men's Team Large Hill HS140 », sur fis-ski.com, 20 janvier 2024 (consulté le 21 janvier 2024).
38. ↑  (en) « Lahti (FIN) : Men's Team Large Hill HS130 », sur fis-ski.com, 2 mars 2024 (consulté le 2 mars 2023).
39. ↑  (en) « Planica (SLO) : Men's Team Flying Hill HS240 », sur fis-ski.com, 23 mars 2024 (consulté le 24 mars 2024).
40. ↑  (en) « Wisla (POL) : Men's Super Team Large Hill HS134 », sur fis-ski.com, 13 janvier 2024 (consulté le 13 janvier 2024).
41. ↑  (en) « Lake Placid (USA) : Men's Super Team Large Hill HS128 », sur fis-ski.com, 10 février 2024 (consulté le 11 février 2024).
42. ↑  (en) « Oberstdorf (GER) : Men's Super Team Flying Hill HS235 », sur fis-ski.com, 25 février 2024 (consulté le 25 février 2024).
43. ↑  (en) « Lillehammer (NOR) : Women's Normal Hill HS98 », sur fis-ski.com, 2 décembre 2023 (consulté le 2 décembre 2023).
44. ↑  (en) « Lillehammer (NOR) : Women's Large Hill HS140 », sur fis-ski.com, 3 décembre 2023 (consulté le 3 décembre 2023).
45. ↑  (en) « Engelberg (SUI) : Women's Large Hill HS140 », sur fis-ski.com, 15 décembre 2023 (consulté le 16 décembre 2023).
46. ↑  (en) « Engelberg (SUI) : Women's Large Hill HS140 », sur fis-ski.com, 16 décembre 2023 (consulté le 18 décembre 2023).
47. ↑  (en) « Garmisch-Partenkirchen (GER) : Women's Large Hill HS142 », sur fis-ski.com, 30 décembre 2023 (consulté le 30 décembre 2023).
48. ↑  (en) « Oberstdorf (GER) : Women's Large Hill HS137 », sur fis-ski.com, 1er janvier 2024 (consulté le 1er janvier 2024).
49. ↑  (en) « 2 Nights Tour Standing », sur fis-ski.com, 1er janvier 2024 (consulté le 1er janvier 2024).
50. ↑  (en) « Villach (AUT) : Women's Normal Hill HS98 », sur fis-ski.com, 3 janvier 2024 (consulté le 5 janvier 2024).
51. ↑  (en) « Villach (AUT) : Women's Normal Hill HS98 », sur fis-ski.com, 4 janvier 2024 (consulté le 5 janvier 2024).
52. ↑  (en) « Sapporo (JPN) : Women's Large Hill HS134 », sur fis-ski.com, 13 janvier 2024 (consulté le 13 janvier 2024).
53. ↑  (en) « Sapporo (JPN) : Women's Large Hill HS134 », sur fis-ski.com, 14 janvier 2024 (consulté le 15 janvier 2024).
54. ↑  (en) « Zao (JPN) : Women's Normal Hill HS102 », sur fis-ski.com, 19 janvier 2024 (consulté le 21 janvier 2024).
55. ↑  (en) « Ljubno (SLO) : Women's Normal Hill HS94 », sur fis-ski.com, 27 janvier 2024 (consulté le 29 janvier 2024).
56. ↑  (en) « Ljubno (SLO) : Women's Normal Hill HS94 », sur fis-ski.com, 28 janvier 2024 (consulté le 29 janvier 2024).
57. ↑  (en) « Willingen (GER) : Women's Large Hill HS145 », sur fis-ski.com, 3 février 2024 (consulté le 4 février 2024).
58. ↑  (en) « Willingen (GER) : Women's Large Hill HS145 », sur fis-ski.com, 4 février 2024 (consulté le 4 février 2024).
59. ↑  (en) « Hinzenbach (AUT) : Women's Normal Hill HS90 », sur fis-ski.com, 24 février 2024 (consulté le 25 février 2024).
60. ↑  (en) « Hinzenbach (AUT) : Women's Normal Hill HS90 », sur fis-ski.com, 25 février 2024 (consulté le 25 février 2024).
61. ↑  (en) « Lahti (FIN) : Women's Large Hill HS130 », sur fis-ski.com, 1er mars 2024 (consulté le 2 mars 2023).
62. ↑  (en) « Oslo (NOR) : Women's Large Hill HS134 », sur fis-ski.com, 9 mars 2024 (consulté le 10 mars 2023).
63. ↑  (en) « Oslo (NOR) : Women's Large Hill HS134 », sur fis-ski.com, 10 mars 2024 (consulté le 10 mars 2023).
64. ↑  (en) « Trondheim (NOR) : Women's Normal Hill HS105 », sur fis-ski.com, 13 mars 2024 (consulté le 17 mars 2024).
65. ↑  (en) « Trondheim (NOR) : Women's Large Hill HS138 », sur fis-ski.com, 13 mars 2024 (consulté le 17 mars 2024).
66. ↑  (en) « Vikersund (NOR) : Women's Flying Hill HS240 », sur fis-ski.com, 17 mars 2024 (consulté le 17 mars 2024).
67. ↑  (en) « FIS Raw Air Tournament (FIS) : Women's Overall Standings », sur fis-ski.com, 17 mars 2024 (consulté le 24 mars 2024).
68. ↑  (en) « Planica (SLO) : Women's Normal Hill HS102 », sur fis-ski.com, 22 mars 2024 (consulté le 24 mars 2024).
69. ↑  (en) « Zao (JPN) : Women's Super Team Normal Hill HS102 », sur fis-ski.com, 20 janvier 2024 (consulté le 21 janvier 2024).